# Весела вдова (фільм, 1934)
"Весела вдова "(англ. The Merry Widow) — американський комедійний мюзикл Ернста Любіча 1934 року.

## Сюжет
Соня, весела вдова, чиї шалені грошові витрати підтримують на плаву економіку крихітної країни Маршова. Одного разу вона вирішує переїхати в Париж, щоб знайти відповідного чоловіка. Дізнавшись про це, король Маршова посилає слідом за нею графа Данило — місцевого Дон Жуана.
Молода людина повинна звабити веселу вдову і повернути її додому. Прибувши на місце, і не впізнавши Соню, він закохується в неї по-справжньому. Через деякий час вдовиця дізнається про справжню місію героя. Данило доводиться докласти чимало зусиль, щоб переконати її в достовірності свого почуття, але він терпить фіаско.
Не зумівши довести істинність своєї любові, граф змушений за наказом короля повернутися в Маршова і постати перед судом, але вирок не буде приведений у виконання і все закінчиться так, як і повинно бути в опереті!

## У ролях
- Моріс Шевальє — Данило
- Джанетт Макдональд — Соня
- Едвард Еверетт Гортон — посол
- Уна Меркел — королева
- Джордж Барб'є — король
- Мінна Гомбелл — Марсель
- Рут Чаннінг — Лулу
- Стерлінг Голлоуей — Ордерлі
- Дональд Мік — камердинер
- Герман Бінг — Зізіпофф